# Tahoe Pines
Tahoe Pines is een gehucht in de Amerikaanse staat Californië. Het ligt in Placer County aan de westelijke oever van het grote bergmeer Lake Tahoe op 1899 meter boven zeeniveau. Tahoe Pines is gelegen aan State Route 89, grenst aan het gehucht Idlewild in het noorden en ligt anderhalve kilometer ten noorden van het ietwat grotere dorp Homewood en gebruikt dezelfde postcode. Tahoe Pines is een unincorporated community en heeft dus geen eigen bestuur.
Het landgoed La Fleur du Lac, vroeger eigendom van industrieel Henry J. Kaiser en tegenwoordig een domein met luxeverblijven, ligt in Tahoe Pines.